# Ölfusá
Ölfusá è uno dei principali fiumi dell'Islanda. Trae origine dall'unione di due fiumi, Hvítá e Sog, appena a nord della città di Selfoss, e scorre per 25 km prima d'incontrare l'Oceano Atlantico.
È il principale fiume islandese in termini di portata media con 423 m³/s. Il suo bacino idrografico si estende su 5.760 km². Lungo il fiume Ölfusá è attiva un'importante industria legata alla pesca del salmone.

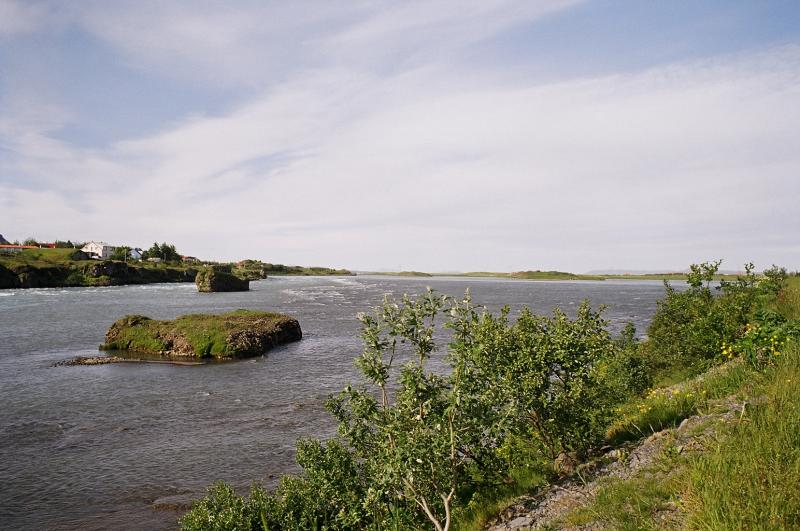
Il fiume Ölfusá a pochi metri dal ponte di Selfoss.